# 플루오로황산
플루오로황산 또는 플루오로설폰산은 화학식이 HSO3F인 무기 화합물이자 초강산의 일종이다.

## 화학적 성질
보통 무색을 띠는 액체상태로 존재하나 상업용 샘플은 종종 노란색을 띄는 경우도 있다. 극성 유기 용매(예:나이트로벤젠, 아세트산, 아세트산에틸 등)에는 잘 용해되나 알케인과 같은 비극성 용매에는 용해되지 않으며, 산성도가 매우 강하여 거의 모든 유기 화합물을 탈수소화 시켜 분해해버린다. 또한 플루오로술폰산은 황산과 플루오린화 수소산에 의해 천천히 가수분해되며, 가수분해에 있어서는 삼플루오르화메테인술폰산(CF3SO3H)과 비교하여 보다 안정적이다.
플루오로설폰산은 다음과 같이 용액에서 자기 스스로 조금씩 이온화한다.
2HSO3F ⇌ H2SO3F+ + SO3F−       K = 4.0 × 10−8 (25°C일 때)

## 제조
플루오린화 수소산에 삼산화 황을 가하여 만든다.
SO3 + HF → HSO3F

## 초강산으로서의 성질
가장 잘 알려진 단순한 구조의 브뢴스테드-로리 산중 하나이다. 황산의 경우 H0의 값이 -12인데 비해 플루오로술폰산은 -15.1의 값을 나타낸다. 플루오로설폰산을 가장 강력한 루이스 산인 오플루오린화 안티모니와 혼합할 시 훨씬 더 강력한 산인 마법산을 형성한다.

## 용도
- 크리스탈을 가공하는 용도로 사용된다.
- 실험실에서 플루오린화물을 만드는 용도로 사용된다.

## 안전성
플루오로설폰산은 독성과 부식성이 매우 높은 것으로 간주되며, 가수분해되어 부식성의 플루오린화 수소 기체를 방출시킨다. 플루오로설폰산에 물을 가할 때는 황산에 물을 가할 때보다도 더 격렬하게 반응한다.

## 같이 보기
- 클로로설폰산
- 플루오로붕산
- 플루오로안티몬산
- 플루오린화설퓨릴
- 플루오로술폰산메틸
- 플루오로술포닐아민